# Lista episoadelor din Mystery Science Theater 3000
Mystery Science Theater 3000 (abreviat ca MST3K) este un serial american cult de comedie creat de Joel Hodgson și produs de către Best Brains, Inc. A avut premiera  la 24 noiembrie 1988 și a fost anulat în august 1999. Serialul prezintă un om și roboții săi care sunt blocați într-o stație spațială de către un om de știință nebun care îi forțează să se uite la o selecție de filme proaste, adesea (dar nu întotdeauna) filme științifico-fantastice de categoria B. Pentru a-și menține sănătatea mentală, omul și roboții săi fac comentarii amuzante în timpul vizionării acestor filme. Fiecare film este prezentat împreună cu siluetele omului și ale roboților care gesticulează și se strâmbă în toate felurile în partea de jos a ecranului. În 2015, Hodgson a condus o revigorare a serialului cu 14 episoade în al unsprezecelea sezon, care a fost lansat pe Netflix.
Aceasta pagină este o Lista episoadelor din Mystery Science Theater 3000.

## Prezentare generală
| Sezonul | Sezonul | Episoade | Episoade | Premiera TV        | Premiera TV        | Premiera TV        |
| Sezonul | Sezonul | Episoade | Episoade | Prima transmisie   | Ultima transmisie  | Reţea              |
| ------- | ------- | -------- | -------- | ------------------ | ------------------ | ------------------ |
|         | 0S      | 21       | 21       | 24 noiembrie 1988  | 28 mai 1989        | KTMA-TV            |
|         | 1       | 13       | 13       | 18 noiembrie 1989  | 3 februarie 1990   | The Comedy Channel |
|         | 2       | 13       | 13       | 22 septembrie 1990 | 2 februarie 1991   | The Comedy Channel |
|         | 3       | 24       | 24       | 1 iunie 1991       | 25 ianuarie 1992   | Comedy Central     |
|         | 4       | 24       | 24       | 6 iunie 1992       | 30 ianuarie 1993   | Comedy Central     |
|         | 5       | 24       | 24       | 24 iulie 1993      | 5 februarie 1994   | Comedy Central     |
|         | 6       | 24       | 24       | 16 iulie 1994      | 25 martie 1995     | Comedy Central     |
|         | 7       | 6        | 6        | 23 noiembrie 1995  | 18 mai 1996        | Comedy Central     |
|         | Film    | Film     | Film     | 16 aprilie 1996    | 16 aprilie 1996    | N/A                |
|         | 8       | 22       | 22       | 1 februarie 1997   | 6 decembrie 1997   | Sci-Fi             |
|         | 9       | 13       | 13       | 14 martie 1998     | 26 septembrie 1998 | Sci-Fi             |
|         | 10      | 13       | 13       | 11 aprilie 1999    | 8 august 1999      | Sci-Fi             |
|         | 11      | 14       | 14       | 14 aprilie 2017    | 14 aprilie 2017    | Netflix            |

## Episoade
Episoadele sunt listate în ordinea numărului de producție, nu în ordinea producției sau în ordinea premierei. Titlul episodului este următorul, iar dacă titlul filmului original este diferit de titlul episodului, anteriorul este trecut între paranteze. Dacă episodul conține secvențe din alte filme, acestea sunt denumite mai jos. În cea de-a treia coloană sunt anii de lansare ai filmului, dacă filmul este color / alb-negru, compania de producție (dacă este cunoscută) și țara de origine. Ultima coloană indică data inițială a premierei TV a episodului. 

### KTMA-TV (1988–89)
| Nr. în serial | Nr. în sezon | Film                                                                   | Detalii despre film                                    | Data difuzării    |
| ------------- | ------------ | ---------------------------------------------------------------------- | ------------------------------------------------------ | ----------------- |
| 0             | 0            | The Green Slime                                                        | 1969, Color, Toei/MGM, Japonia                         | Unaired           |
| 1             | 1            | Invaders from the Deep                                                 | 1981, Color, Incorporated Television Company (ITC), UK | 24 noiembrie 1988 |
| 2             | 2            | Revenge of the Mysterons from Mars (Captain Scarlet vs. the Mysterons) | 1980, Color, Incorporated Television Company (ITC), UK | 24 noiembrie 1988 |
| 3             | 3            | Star Force: Fugitive Alien II                                          | 1978/1987, Color, Tsuburaya Productions, Japonia       | 27 noiembrie 1988 |
| 4             | 4            | Gamera vs. Barugon (Daikaijū Kessen: Gamera tai Barugon)               | 1966, Color, Daiei Film Co. Ltd., Japonia              | 4 decembrie 1988  |
| 5             | 5            | Gamera (Daikaijū Gamera)                                               | 1966, B&W, Daiei Film Co. Ltd., Japonia                | 11 decembrie 1988 |
| 6             | 6            | Gamera vs. Gaos (Gamera tai Gyaosu)                                    | 1967, Color, Daiei Film Co. Ltd., Japonia              | 18 decembrie 1988 |
| 7             | 7            | Gamera vs. Zigra (Gamera tai Shinkai Kaijū Jigura)                     | 1971, Color, Daiei Film Co. Ltd., Japonia              | 31 decembrie 1988 |
| 8             | 8            | Gamera vs. Guiron (Gamera tai Daikaijū Giron)                          | 1969, Color, Daiei Film Co. Ltd., Japonia              | 8 ianuarie 1989   |
| 9             | 9            | Phase IV                                                               | 1974, Color, Paramount, UK/SUA                         | 15 ianuarie 1989  |
| 10            | 10           | Cosmic Princess (Space: 1999: "The Metamorph" and "Space Warp")        | 1976/1982, Color, Group 3 Ltd., UK                     | 22 ianuarie 1989  |
| 11            | 11           | Humanoid Woman (Cherez ternii k zvyozdam)                              | 1981, Color, Maxim Gorky Filmstudio, URSS              | 29 ianuarie 1989  |
| 12            | 12           | Fugitive Alien (Star Wolf)                                             | 1978/1986, Color, Tsuburaya Productions, Japonia       | 5 februarie 1989  |
| 13            | 13           | SST: Death Flight                                                      | 1977, Color, ABC Circle Films, SUA                     | 19 februarie 1989 |
| 14            | 14           | Mighty Jack (Maiti Jakku)                                              | 1968/1986, Color, Tsuburaya Productions, Japonia       | 5 martie 1989     |
| 15            | 15           | Superdome                                                              | 1978, Color, ABC Circle Films, SUA                     | 12 martie 1989    |
| 16            | 16           | City on Fire                                                           | 1979, Color, Astral, Canada                            | 19 martie 1989    |
| 17            | 17           | Time of the Apes (Saru No Gundan)                                      | 1974/1987, Color, Tsuburaya Productions, Japonia       | 2 aprilie 1989    |
| 18            | 18           | The Million Eyes of Sumuru                                             | 1967, Color, AIP, UK                                   | 7 mai 1989        |
| 19            | 19           | Hangar 18                                                              | 1980, Color, Taft International, SUA                   | 14 mai 1989       |
| 20            | 20           | The Last Chase                                                         | 1981, Color, Crown International                       | 21 mai 1989       |
| 21            | 21           | The "Legend of Dinosaurs" (Kyōryū Kaichō no Densetsu)                  | 1977, Color, Toei Company Ltd., Japonia                | 28 mai 1989       |

### Sezonul 1 (1989–90)
| Nr. în serial | Nr. în sezon | Film | Detalii despre film                                              | Data difuzării                |
| ------------- | ------------ | --- | ---------------------------------------------------------------- | ----------------------------- |
| 22            | 1            | The Crawling Eye (The Trollenberg Terror)                                                                                             | 1958, B&W, DCA, UK                                               | 18 noiembrie 1989 Unconfirmed |
| 23            | 2            | The Robot vs. The Aztec Mummy (La momia azteca contra el robot humano) Cu secvențe din Radar Men from the Moon, Part 1: "Moon Rocket" | 1959, B&W, Cinematográfica Calderón S.A./K. Gordon Murray, Mexic | 25 noiembrie 1989 Unconfirmed |
| 24            | 3            | The Mad Monster Cu secvențe din Radar Men from the Moon, Part 2: "Molten Terror"                                                      | 1942, B&W, PRC, SUA                                              | 2 decembrie 1989 Unconfirmed  |
| 25            | 4[1]         | Women of the Prehistoric Planet | 1966, Color, Realart, SUA                                        | 20 februarie 1990 Unconfirmed |
| 26            | 5            | The Corpse Vanishes Cu secvențe din Radar Men from the Moon, Part 3: "Bridge of Death"                                                | 1942, B&W, Monogram, SUA                                         | 9 decembrie 1989 Unconfirmed  |
| 27            | 6            | The Crawling Hand | 1963, B&W, AIP, SUA                                              | 16 decembrie 1989 Unconfirmed |
| 28            | 7            | Robot Monster Cu secvențe din Radar Men from the Moon, Part 4: "Flight to Destruction"; Part 5: "Murder Car"                          | 1953, B&W [3-D], Astor, SUA                                      | 23 decembrie 1989 Unconfirmed |
| 29            | 8            | The Slime People Cu secvențe din Radar Men from the Moon, Part 6: "Hills of Death"                                                    | 1964, B&W, Hansen Enterprises, SUA                               | 30 decembrie 1989 Unconfirmed |
| 30            | 9            | Project Moonbase Cu secvențe din Radar Men from the Moon, Part 7: "Camouflaged Destruction"; Part 8: "The Enemy Planet"               | 1953, B&W, Lippert, SUA                                          | 6 ianuarie 1990               |
| 31            | 10           | Robot Holocaust Cu secvențe din Radar Men from the Moon, Part 9: "Battle in the Stratosphere" (Partial)                               | 1986, Color, Tycill Entertainment/MGM, SUA                       | 13 ianuarie 1990 Unconfirmed  |
| 32            | 11           | Moon Zero Two | 1969, Color, Hammer/Warner, UK                                   | 20 ianuarie 1990 Unconfirmed  |
| 33            | 12           | Untamed Youth | 1957, B&W, Warner, SUA                                           | 27 ianuarie 1990 Unconfirmed  |
| 34            | 13           | The Black Scorpion | 1957, B&W, Warner, SUA/Mexic                                     | 3 februarie 1990              |

### Sezonul 2 (1990–91)
| Nr. în serial | Nr. în sezon | Film                                                                                           | Detalii despre film                                             | Data difuzării     |
| ------------- | ------------ | ---------------------------------------------------------------------------------------------- | --------------------------------------------------------------- | ------------------ |
| 35            | 1            | Rocketship X-M                                                                                 | 1950, B&W, Lippert, SUA                                         | 22 septembrie 1990 |
| 36            | 2            | The Sidehackers (Five the Hard Way)                                                            | 1969, Color, Crown International, SUA                           | 29 septembrie 1990 |
| 37            | 3            | Jungle Goddess Cu secvențe din The Phantom Creeps, Chapter 1: "The Menacing Power"             | 1948, B&W, Lippert, SUA                                         | 6 octombrie 1990   |
| 38            | 4            | Catalina Caper                                                                                 | 1967, Color, Crown International, SUA                           | 13 octombrie 1990  |
| 39            | 5            | Rocket Attack U.S.A. Cu secvențe din The Phantom Creeps, Chapter 2: "Death Stalks the Highway" | 1961, B&W, Exploit Films, SUA                                   | 27 octombrie 1990  |
| 40            | 6            | Ring of Terror Cu secvențe din The Phantom Creeps, Part 3: "Crashing Timbers"                  | 1962, B&W, Ashcroft, SUA                                        | 3 noiembrie 1990   |
| 41            | 7            | Wild Rebels                                                                                    | 1967, Color, Crown International, SUA                           | 17 noiembrie 1990  |
| 42            | 8            | Lost Continent                                                                                 | 1951, B&W, Lippert, SUA                                         | 24 noiembrie 1990  |
| 43            | 9            | The Hellcats                                                                                   | 1968, Color, Crown International, SUA                           | 8 decembrie 1990   |
| 44            | 10           | King Dinosaur Cu secvențe din X Marks the Spot                                                 | 1955, B&W, Lippert, SUA                                         | 22 decembrie 1990  |
| 45            | 11           | First Spaceship on Venus (Der Schweigende Stern)                                               | 1960, Color, DEFA (GDR) /Iluzjon Filmunit, East Germania/Poland | 29 decembrie 1990  |
| 46            | 12           | Godzilla vs. Megalon (Gojira tai Megaro)                                                       | 1973, Color, Toho/Cinema Shares, Japonia                        | 19 ianuarie 1991   |
| 47            | 13           | Godzilla vs. the Sea Monster (Gojira-Ebira-Mosura: Nankai no Daikettō)                         | 1966, Color, Toho/Walter-Reade Organization, Japonia            | 2 februarie 1991   |

### Sezonul 3 (1991–92)
| Nr. în serial | Nr. în sezon | Film | Detalii despre film                                                     | Data difuzării     |
| ------------- | ------------ | --- | ----------------------------------------------------------------------- | ------------------ |
| 48            | 1            | Cave Dwellers (The Blade Master) | 1984, Color, Metaxa Film/New Line Cinema/Royal Film Traders, Italia/SUA | 1 iunie 1991       |
| 49            | 2            | Gamera (Daikaijū Gamera) | 1965, B&W, Daiei, Japonia                                               | 8 iunie 1991       |
| 50            | 3            | Pod People (Los nuevos extraterrestres) | 1983, Color, Almena Films/Film Ventures International, Spania/Franța    | 15 iunie 1991      |
| 51            | 4            | Gamera vs. Barugon (Daikaijū Kessen: Gamera tai Barugon) | 1966, Color, Daiei/AIP-TV/Sandy Frank, Japonia                          | 22 iunie 1991      |
| 52            | 5            | Stranded in Space (The Stranger) | 1973, Color, Bing Crosby Productions/Film Ventures International, SUA   | 29 iunie 1991      |
| 53            | 6            | Time of the Apes (Saru No Gundan) | 1974/edited 1987, Color, Tsuburaya Productions/Sandy Frank, Japonia     | 13 iulie 1991      |
| 54            | 7            | Daddy-O Cu secvențe din Alphabet Antics | 1959, B&W, AIP, SUA                                                     | 20 iulie 1991      |
| 55            | 8            | Gamera vs. Gaos (Gamera tai Gyaosu) | 1967, Color, Daiei/AIP-TV/Sandy Frank, Japonia                          | 27 iulie 1991      |
| 56            | 9            | The Amazing Colossal Man | 1957, B&W, AIP, SUA                                                     | 3 august 1991      |
| 57            | 10           | Fugitive Alien (Star Wolf) | 1978/edited 1986, Color, Tsuburaya Productions/Sandy Frank, Japonia     | 17 august 1991     |
| 58            | 11           | It Conquered the World Cu secvențe din Snow Thrills | 1956, B&W, AIP, SUA                                                     | 24 august 1991     |
| 59            | 12           | Gamera vs. Guiron (Gamera tai Daikaijū Giron) | 1969, Color, Daiei/AIP-TV/Sandy Frank, Japonia                          | 7 septembrie 1991  |
| 60            | 13           | Earth vs. the Spider Cu secvențe din Speech: Using Your Voice | 1958, B&W, AIP, SUA                                                     | 14 septembrie 1991 |
| 61            | 14           | Mighty Jack | 1968/edited 1987, Color, Tsuburaya Productions/Sandy Frank, Japonia     | 21 septembrie 1991 |
| 62            | 15           | Teenage Cave Man (Cu secvențe din Aquatic Wizards and Catching Trouble                                                                                           | 1958, B&W, AIP, SUA                                                     | 9 noiembrie 1991   |
| 63            | 16           | Gamera vs. Zigra (Gamera tai Shinkai Kaijū Jigura) | 1971, Color, Daiei/Sandy Frank, Japonia                                 | 19 octombrie 1991  |
| 64            | 17           | Viking Women and the Sea Serpent (The Saga of the Viking Women and Their Voyage to the Waters of the Great Sea Serpent) Cu secvențe din The Home Economics Story | 1957, B&W, AIP, SUA                                                     | 26 octombrie 1991  |
| 65            | 18           | Star Force: Fugitive Alien II (Star Wolf) | 1978/1986, Color, Tsuburaya Productions/Sandy Frank, Japonia            | 16 noiembrie 1991  |
| 66            | 19           | War of the Colossal Beast (Cu secvențe din Mr. B Natural) | 1958, B&W/Color, AIP, SUA                                               | 30 noiembrie 1991  |
| 67            | 20           | The Unearthly Cu secvențe din Posture Pals and Appreciating Our Parents                                                                                          | 1957, B&W, Republic, SUA                                                | 14 decembrie 1991  |
| 68            | 21           | Santa Claus Conquers the Martians | 1964, Color, Embassy, SUA                                               | 21 decembrie 1991  |
| 69            | 22           | Master Ninja I (The Master: "Max" and "Out-of-Time Step") | 1984, Color, Film Ventures International, SUA                           | 11 ianuarie 1992   |
| 70            | 23           | The Castle of Fu Manchu (Die Folterkammer des Dr. Fu Man Chu) | 1968, Color, International Cinema, Germania/Spania/Italia/UK            | 18 ianuarie 1992   |
| 71            | 24           | Master Ninja II (The Master: "State of the Union" and "Hostages")                                                                                                | 1984, Color, Film Ventures International, SUA                           | 25 ianuarie 1992   |

### Sezonul 4 (1992–93)
| Nr. în serial                                                                                                | Nr. în sezon | Film | Detalii despre film                                | Data difuzării     |
| --- | ------------ | --- | -------------------------------------------------- | ------------------ |
| 72 | 1            | Space Travelers (Marooned) | 1969, Color, Columbia, SUA                         | 6 iunie 1992       |
| 73 | 2            | The Giant Gila Monster | 1959, B&W, McLendon Radio Pictures, SUA            | 13 iunie 1992      |
| 74 | 3            | City Limits | 1985, Color, Showtime, SUA                         | 20 iunie 1992      |
| 75 | 4            | Teenagers from Outer Space | 1959, B&W, Warner, SUA                             | 27 iunie 1992      |
| 76 | 5            | Being from Another Planet (Time Walker) | 1982, Color, New World, SUA                        | 4 iulie 1992       |
| 77 | 6            | Attack of the Giant Leeches Cu secvențe din Undersea Kingdom, Part 1: "Beneath the Ocean Floor" | 1959, B&W, AIP, SUA                                | 18 iulie 1992      |
| 78 | 7            | The Killer Shrews Cu secvențe din Junior Rodeo Daredevils | 1959, B&W, McLendon Radio Pictures, SUA            | 25 iulie 1992      |
| 79 | 8            | Hercules Unchained (Ercole e la regina di Lidia) | 1959, Color, Warner, Italia                        | 1 august 1992      |
| Regina Omphale din Lidia aruncă o vrajă de amnezie asupra lui Hercule, care devine prizonier în haremul său. |              | |                                                    |                    |
| 80 | 9            | Indestructible Man Cu secvențe din Undersea Kingdom, Part 2: "The Undersea City") | 1956, B&W, Allied Artists, SUA                     | 15 august 1992     |
| 81 | 10           | Hercules Against the Moon Men (Maciste e la regina di Samar) | 1964, Color, Governor, Italia/Franța               | 22 august 1992     |
| 82 | 11           | The Magic Sword | 1962, Color, United, SUA                           | 29 august 1992     |
| 83 | 12           | Hercules and the Captive Women (Ercole alla conquista di Atlantide) | 1961, Color, Wooler Bros, Franța/Italia            | 12 septembrie 1992 |
| 84 | 13           | Manhunt in Space Rocky Jones, Space Ranger: "The Pirates of Prah: Chapter I", "The Pirates of Prah: Chapter II" and "The Pirates of Prah: Chapter III") Cu secvențe din General Hospital, first installment | 1954, B&W, ITC, SUA                                | 19 septembrie 1992 |
| 85 | 14           | Tormented | 1960, B&W, Cheviot Productions, SUA                | 26 septembrie 1992 |
| 86 | 15           | The Beatniks Cu secvențe din General Hospital, second installment | 1960, B&W, Barjul, SUA                             | 25 noiembrie 1992  |
| 87 | 16           | Fire Maidens of Outer Space (Fire Maidens from Outer Space) | 1956, B&W, Topaz, UK                               | 26 noiembrie 1992  |
| 88 | 17           | Crash of Moons (Rocky Jones, Space Ranger: "Crash of Moons: Chapter I", "Crash of Moons: Chapter II" and "Crash of Moons: Chapter III") Cu secvențe din General Hospital, third installment                 | 1954, B&W, ITC, SUA                                | 28 noiembrie 1992  |
| 89 | 18           | Attack of the The Eye Creatures (The Eye Creatures) | 1965, Color, AIP, SUA                              | 5 decembrie 1992   |
| 90 | 19           | The Rebel Set Cu secvențe din Johnny at the Fair | 1959, B&W, Allied, SUA                             | 12 decembrie 1992  |
| 91 | 20           | The Human Duplicators | 1965, Color, Woolner/Allied, SUA                   | 26 decembrie 1992  |
| 92 | 21           | Monster a Go-Go Cu secvențe din Circus on Ice | 1965, B&W, BI&L, SUA                               | 9 ianuarie 1993    |
| 93 | 22           | The Day the Earth Froze (Sampo) Cu secvențe din Here Comes the Circus | 1959, Color, Mosfilm/Suomi-Filmi/AIP, Finland/URSS | 16 ianuarie 1993   |
| 94 | 23           | Bride of the Monster Cu secvențe din Hired!, Part 1 | 1955, B&W, Banner, SUA                             | 23 ianuarie 1993   |
| 95 | 24           | Manos: The Hands of Fate Cu secvențe din Hired!, Part 2 | 1966, Color, Emerson, SUA                          | 30 ianuarie 1993   |

### Sezonul 5 (1993–94)
| Nr. în serial | Nr. în sezon | Film                                                                            | Detalii despre film                                                 | Data difuzării     |
| ------------- | ------------ | ------------------------------------------------------------------------------- | ------------------------------------------------------------------- | ------------------ |
| 96            | 1            | Warrior of the Lost World                                                       | 1983, Color, Visto International, Italia                            | 24 iulie 1993      |
| 97            | 2            | Hercules (Le fatiche di Ercole)                                                 | 1958, Color, Avco Embassy, Italia                                   | 17 iulie 1993      |
| 98            | 3            | Swamp Diamonds (Swamp Women) Cu secvențe din What to Do on a Date               | 1956, Color, Woolner, SUA                                           | 31 iulie 1993      |
| 99            | 4            | Secret Agent Super Dragon (New York chiama Superdrago)                          | 1966, Color, United Screen Arts, Franța/Italia/Germania             | 7 august 1993      |
| 100           | 5            | The Magic Voyage of Sinbad (Sadko)                                              | 1952, Color, Filmgroup, URSS                                        | 14 august 1993     |
| 101           | 6            | Eegah                                                                           | 1962, Color, Fairway International, SUA                             | 28 august 1993     |
| 102           | 7            | I Accuse My Parents Cu secvențe din The Truck Farmer                            | 1944, B&W, Producers Releasing Corp, SUA                            | 4 septembrie 1993  |
| 103           | 8            | Operation Double 007 (O.K. Connery)                                             | 1967, Color, United Artists, Italia                                 | 11 septembrie 1993 |
| 104           | 9            | The Girl in Lovers Lane                                                         | 1960, B&W, Filmgroup, SUA                                           | 18 septembrie 1993 |
| 105           | 10           | The Painted Hills Cu secvențe din Body Care and Grooming                        | 1951, Color, MGM, SUA                                               | 26 septembrie 1993 |
| 106           | 11           | Gunslinger                                                                      | 1956, Color, AIP, SUA                                               | 9 octombrie 1993   |
| 107           | 12           | Mitchell                                                                        | 1975, Color, Allied Artists, SUA                                    | 23 octombrie 1993  |
| 108           | 13           | The Brain That Wouldn't Die                                                     | 1959, B&W, AIP, SUA                                                 | 30 octombrie 1993  |
| 109           | 14           | Teen-Age Strangler (Terror in the Night) Cu secvențe din Is This Love?          | 1964, Color, Ajay, SUA                                              | 7 noiembrie 1993   |
| 110           | 15           | The Wild World of Batwoman Cu secvențe din Cheating                             | 1966, B&W, ADP Productions, SUA                                     | 13 noiembrie 1993  |
| 111           | 16           | Alien from L.A.                                                                 | 1987, Color, Cannon/Golan-Globus                                    | 20 noiembrie 1993  |
| 112           | 17           | Beginning of the End                                                            | 1957, B&W, Republic, SUA                                            | 25 noiembrie 1993  |
| 113           | 18           | The Atomic Brain (Monstrosity) Cu secvențe din What about Juvenile Delinquency? | 1963, B&W, Emerson, SUA                                             | 4 decembrie 1993   |
| 114           | 19           | Outlaw (Outlaw of Gor)                                                          | 1989, Color, Cannon Group/Breton Film Productions, SUA/South Africa | 11 decembrie 1993  |
| 115           | 20           | Radar Secret Service Cu secvențe din Last Clear Chance                          | 1950, B&W, Lippert, SUA                                             | 18 decembrie 1993  |
| 116           | 21           | Santa Claus                                                                     | 1959, Color, Cinematográfica Calderón S.A./K. Gordon Murray, Mexic  | 24 decembrie 1993  |
| 117           | 22           | Teen-Age Crime Wave                                                             | 1955, B&W, Columbia, SUA                                            | 15 ianuarie 1994   |
| 118           | 23           | Village of the Giants                                                           | 1965, Color, Columbia, SUA                                          | 22 ianuarie 1994   |
| 119           | 24           | 12 to the Moon Cu secvențe din Design for Dreaming                              | 1960, B&W, Columbia, SUA                                            | 5 februarie 1994   |

### Sezonul 6 (1994–95)
| Nr. în serial | Nr. în sezon | Film                                                                                                | Detalii despre film                                                   | Data difuzării     |
| ------------- | ------------ | --------------------------------------------------------------------------------------------------- | --------------------------------------------------------------------- | ------------------ |
| 120           | 1            | Girls Town                                                                                          | 1959, B&W, MGM, SUA                                                   | 16 iulie 1994      |
| 121           | 2            | Invasion U.S.A. Cu secvențe din A Date with Your Family                                             | 1952, B&W, Columbia, SUA                                              | 23 iulie 1994      |
| 122           | 3            | The Dead Talk Back Cu secvențe din The Selling Wizard                                               | created 1957 but released first 1993, B&W, Headliner Productions, SUA | 30 iulie 1994      |
| 123           | 4            | Zombie Nightmare                                                                                    | 1986, Color, Gold-Gems, Canada                                        | 24 noiembrie 1994  |
| 124           | 5            | Colossus and the Headhunters (Maciste contro i cacciatori di teste)                                 | 1960, Color, American International, Italia                           | 20 august 1994     |
| 125           | 6            | The Creeping Terror                                                                                 | 1964, B&W, Crown International, SUA                                   | 17 septembrie 1994 |
| 126           | 7            | Bloodlust! Cu secvențe din Uncle Jim's Dairy Farm                                                   | 1961, B&W, Crown International, SUA                                   | 3 septembrie 1994  |
| 127           | 8            | Code Name: Diamond Head Cu secvențe din A Day at the Fair                                           | 1977, Color (TV) (NBC), Quinn Martin, SUA                             | 1 octombrie 1994   |
| 128           | 9            | The Skydivers Cu secvențe din Why Study Industrial Arts?                                            | 1963, B&W, Crown International, SUA                                   | 27 august 1994     |
| 129           | 10           | The Violent Years Cu secvențe din Young Man's Fancy                                                 | 1956, B&W, Headliner Productions, SUA                                 | 8 octombrie 1994   |
| 130           | 11           | Last of the Wild Horses                                                                             | 1948, B&W, Lippert, SUA                                               | 15 octombrie 1994  |
| 131           | 12           | The Starfighters                                                                                    | 1964, Color, Riviera, SUA                                             | 29 octombrie 1994  |
| 132           | 13           | The Sinister Urge Cu secvențe din Keeping Clean and Neat                                            | 1960, B&W, Headliner, SUA                                             | 5 noiembrie 1994   |
| 133           | 14           | San Francisco International                                                                         | 1970, Color, Universal, SUA                                           | 19 noiembrie 1994  |
| 134           | 15           | Kitten with a Whip                                                                                  | 1964, B&W, Universal, SUA                                             | 23 noiembrie 1994  |
| 135           | 16           | Racket Girls Cu secvențe din Are You Ready for Marriage?                                            | 1951, B&W, Globe Roadshows, SUA                                       | 26 noiembrie 1994  |
| 136           | 17           | The Sword and the Dragon (Ilya Muromets)                                                            | 1956, Color, Mosfilm, URSS                                            | 3 decembrie 1994   |
| 137           | 18           | High School Big Shot Cu secvențe din Out of This World                                              | 1959, B&W, Filmgroup, SUA                                             | 10 decembrie 1994  |
| 138           | 19           | Red Zone Cuba (Night Train to Mundo Fine) Cu secvențe din Speech: Platform, Posture, and Appearance | 1966, B&W, Hollywood Star, SUA                                        | 17 decembrie 1994  |
| 139           | 20           | Danger!! Death Ray (Il raggio infernale)                                                            | 1967, Color, Leda Films/Meteor Film, Spania/Italia                    | 7 ianuarie 1995    |
| 140           | 21           | The Beast of Yucca Flats Cu secvențe din Money Talks and Progress Island SUA                        | 1961, B&W, Crown International, SUA                                   | 21 ianuarie 1995   |
| 141           | 22           | Angels Revenge (Angels' Brigade)                                                                    | 1979, Color, Arista, SUA                                              | 11 martie 1995     |
| 142           | 23           | The Amazing Transparent Man Cu secvențe din The Days of Our Years                                   | 1960, B&W, AIP, SUA                                                   | 18 martie 1995     |
| 143           | 24           | Samson vs. the Vampire Women (Santo vs. las Mujeres Vampiro)                                        | 1961, B&W, AIP-TV, Mexic                                              | 25 martie 1995     |

### Sezonul 7 (1995–96)
| Nr. în serial | Nr. în sezon | Film                                                                                                | Detalii despre film                            | Data difuzării                                  |
| ------------- | ------------ | --------------------------------------------------------------------------------------------------- | ---------------------------------------------- | ----------------------------------------------- |
| 144           | 1 701T       | Night of the Blood Beast Cu secvențe din Once Upon a Honeymoon                                      | 1958, B&W, AIP, SUA                            | 3 februarie 1996 (701) 23 noiembrie 1995 (701T) |
| 145           | 2            | The Brute Man Cu secvențe din The Chicken of Tomorrow                                               | 1946, B&W, PRC, SUA                            | 10 februarie 1996                               |
| 146           | 3            | Deathstalker and the Warriors from Hell (Deathstalker III: Deathstalker and the Warriors from Hell) | 1988, Color, Concorde Pictures, SUA/Mexic      | 17 februarie 1996                               |
| 147           | 4            | The Incredible Melting Man                                                                          | 1977, Color, AIP, SUA                          | 24 februarie 1996                               |
| 148           | 5            | Escape 2000 (Fuga dal Bronx)                                                                        | 1983, Color, FGH/Filmco Ltd/Hemdale, Australia | 2 martie 1996                                   |
| 149           | 6            | Laserblast                                                                                          | 1978, Color, Selected Pictures, SUA            | 18 mai 1996                                     |

### Film (1996)
| Titlu                                                       | Data difuzării  |
| ----------------------------------------------------------- | --------------- |
| This Island Earth (Mystery Science Theater 3000: The Movie) | 16 aprilie 1996 |

### Sezonul 8 (1997)
| Nr. în serial | Nr. în sezon | Film                                                                            | Detalii despre film                                        | Data difuzării    |
| ------------- | ------------ | ------------------------------------------------------------------------------- | ---------------------------------------------------------- | ----------------- |
| 150           | 1            | Revenge of the Creature                                                         | 1955, B&W [3-D], Universal, SUA                            | 1 februarie 1997  |
| 151           | 2            | The Leech Woman                                                                 | 1960, B&W, Universal, SUA                                  | 8 februarie 1997  |
| 152           | 3            | The Mole People                                                                 | 1956, B&W, Universal, SUA                                  | 15 februarie 1997 |
| 153           | 4            | The Deadly Mantis                                                               | 1957, B&W, Universal, SUA                                  | 22 februarie 1997 |
| 154           | 5            | The Thing That Couldn't Die                                                     | 1958, B&W, Universal, SUA                                  | 1 martie 1997     |
| 155           | 6            | The Undead                                                                      | 1956, B&W, AIP, SUA                                        | 8 martie 1997     |
| 156           | 7            | Terror from the Year 5000                                                       | 1958, B&W, AIP, SUA                                        | 15 martie 1997    |
| 157           | 8            | The She Creature                                                                | 1956, B&W, AIP, SUA                                        | 5 aprilie 1997    |
| 158           | 9            | I Was a Teenage Werewolf                                                        | 1957, B&W, AIP, SUA                                        | 19 aprilie 1997   |
| 159           | 10           | The Giant Spider Invasion                                                       | 1975, Color, Cinema Group 75, SUA                          | 31 mai 1997       |
| 160           | 11           | Parts: The Clonus Horror                                                        | 1979, Color, Clonus Associates, SUA                        | 7 iunie 1997      |
| 161           | 12           | The Incredibly Strange Creatures Who Stopped Living and Became Mixed-Up Zombies | 1964, Color, Fairway, SUA                                  | 14 iunie 1997     |
| 162           | 13           | Jack Frost (Morozko)                                                            | 1966, Color, Gorky Film Studios, URSS                      | 12 iulie 1997     |
| 163           | 14           | Riding with Death (Gemini Man: "Smithereens" and "Buffalo Bill Rides Again")    | 1976, Color, Universal TV, SUA                             | 19 iulie 1997     |
| 164           | 15           | Agent for H.A.R.M.                                                              | 1966, Color, Universal, SUA                                | 2 august 1997     |
| 165           | 16           | Prince of Space (Yūsei Ōji)                                                     | 1959, B&W, Toei Company/Walter Manley Enterprises, Japonia | 16 august 1997    |
| 166           | 17           | The Horror of Party Beach                                                       | 1964, B&W, 20th Century Fox, SUA                           | 6 septembrie 1997 |
| 167           | 18           | Devil Doll                                                                      | 1963, B&W, Associated Film Distributors, UK                | 4 octombrie 1997  |
| 168           | 19           | Invasion of the Neptune Men (Uchū Kaisokusen)                                   | 1961, B&W, Toei Company/Walter Manley Enterprises, Japonia | 11 octombrie 1997 |
| 169           | 20           | Space Mutiny                                                                    | 1988, Color, AIP, South Africa                             | 8 noiembrie 1997  |
| 170           | 21           | Time Chasers (Tangents)                                                         | 1994, Color, Edgewood Studios, SUA                         | 22 noiembrie 1997 |
| 171           | 22           | Overdrawn at the Memory Bank                                                    | 1983, Color (Video), Starmaker Video, Canada/SUA           | 6 decembrie 1997  |

### Sezonul 9 (1998)
| Nr. în serial | Nr. în sezon | Film                                                  | Detalii despre film                                 | Data difuzării     |
| ------------- | ------------ | ----------------------------------------------------- | --------------------------------------------------- | ------------------ |
| 172           | 1            | The Projected Man                                     | 1966, Color, Universal, UK                          | 14 martie 1998     |
| 173           | 2            | The Phantom Planet                                    | 1961, B&W, AIP, SUA                                 | 21 martie 1998     |
| 174           | 3            | The Pumaman (L'uomo puma)                             | 1980, Color, ADM Films, Italia                      | 4 aprilie 1998     |
| 175           | 4            | Werewolf (Arizona Werewolf)                           | 1996, Color, Tozart Publishing, SUA                 | 18 aprilie 1998    |
| 176           | 5            | The Deadly Bees                                       | 1967, Color, Amicus, UK                             | 9 mai 1998         |
| 177           | 6            | The Space Children Cu secvențe din Century 21 Calling | 1958, B&W, Paramount, SUA                           | 13 iunie 1998      |
| 178           | 7            | Hobgoblins                                            | 1988, Color, Rick Sloane Productions, SUA           | 27 iunie 1998      |
| 179           | 8            | The Touch of Satan                                    | 1971, Color, Futurama/Dundee, SUA                   | 11 iulie 1998      |
| 180           | 9            | Gorgo                                                 | 1960, Color, released 1961, MGM, UK                 | 18 iulie 1998      |
| 181           | 10           | The Final Sacrifice (Quest for the Lost City)         | 1990, Color, Flying Dutchman/AIP Home Video, Canada | 25 iulie 1998      |
| 182           | 11           | Devil Fish (Shark rosso nell'oceano)                  | 1984, Color, Filmes Internationale-Nuovo, Italia    | 15 august 1998     |
| 183           | 12           | The Screaming Skull Cu secvențe din Robot Rumpus      | 1958, B&W, AIP, SUA                                 | 29 august 1998     |
| 184           | 13           | Quest of the Delta Knights                            | 1993, Color, Ramsway JC, SUA                        | 26 septembrie 1998 |

### Sezonul 10 (1999)
| Nr. în serial | Nr. în sezon | Film                                                                                  | Detalii despre film                                                                            | Data difuzării     |
| ------------- | ------------ | ------------------------------------------------------------------------------------- | ---------------------------------------------------------------------------------------------- | ------------------ |
| 185           | 1            | Soultaker                                                                             | 1990, Color, Pacific West Entertainment/Victory Pictures, SUA, Rated R                         | 11 aprilie 1999    |
| 186           | 2            | Girl in Gold Boots                                                                    | 1968, released 1969, Color, Geneni Film Distributors, SUA, Rated R                             | 18 aprilie 1999    |
| 187           | 3[2]         | Merlin's Shop of Mystical Wonders                                                     | 1995, filmed 1984 & 1995, Color, Berton Films, SUA                                             | 12 septembrie 1999 |
| 188           | 4            | Future War                                                                            | 1994, released 1997, Color, Cine Excel Entertainment/Silver Screen International, SUA, Rated R | 25 aprilie 1999    |
| 189           | 5            | Blood Waters of Dr. Z (Zaat)                                                          | 1972, released 1982, Color, Barton Films, SUA                                                  | 2 mai 1999         |
| 190           | 6            | Boggy Creek II: And the Legend Continues (The Barbaric Beast of Boggy Creek, Part II) | 1983, released 1985; Color, Howco International Pictures, SUA, Rated PG                        | 9 mai 1999         |
| 191           | 7            | Track of the Moon Beast                                                               | 1976, Color, Lizard Productions, SUA, Rated PG                                                 | 13 iunie 1999      |
| 192           | 8            | Final Justice                                                                         | 1985, Color, Arista Films, SUA/Italia, Rated R                                                 | 20 iunie 1999      |
| 193           | 9            | Hamlet (Hamlet, Prinz von Dänemark)                                                   | 1961, B&W, German TV                                                                           | 27 iunie 1999      |
| 194           | 10           | It Lives By Night (The Bat People)                                                    | 1974, Color, AIP, SUA Rated PG                                                                 | 18 iulie 1999      |
| 195           | 11           | Horrors of Spider Island (Ein Toter hing im Netz)                                     | 1960, B&W, Rapid-Intercontinental, West Germania                                               | 25 iulie 1999      |
| 196           | 12           | Squirm Cu secvențe din A Case of Spring Fever                                         | 1976, Color, AIP/MGM, SUA, Rated R                                                             | 1 august 1999      |
| 197           | 13           | Diabolik (Danger: Diabolik!)                                                          | 1968, Color, Paramount, Italia/Franța, Rated PG-13                                             | 8 august 1999      |

### Sezonul 11 (2017)
Al 11 sezon este listat de Netflix ca Mystery Science Theater 3000: The Return și prezentat ca "sezonul 1."
| Nr. în serial | Nr. în sezon | Film                             | Detalii despre film                                  | Data difuzării  |
| ------------- | ------------ | -------------------------------- | ---------------------------------------------------- | --------------- |
| 198           | 1            | Reptilicus                       | 1961, Color, Saga Studios, Danemarca                 | 14 aprilie 2017 |
| 199           | 2            | Cry Wilderness                   | 1987, Color, Visto International, SUA                | 14 aprilie 2017 |
| 200           | 3            | The Time Travelers               | 1964, Color, AIP, SUA                                | 14 aprilie 2017 |
| 201           | 4            | Avalanche                        | 1978, Color, New World Pictures, SUA                 | 14 aprilie 2017 |
| 202           | 5            | The Beast of Hollow Mountain     | 1956, Color, United Artists, SUA                     | 14 aprilie 2017 |
| 203           | 6            | Starcrash                        | 1978, Color, New World Pictures, SUA                 | 14 aprilie 2017 |
| 204           | 7            | The Land That Time Forgot        | 1975, Color, AIP, UK/SUA                             | 14 aprilie 2017 |
| 205           | 8            | The Loves of Hercules            | 1960, Color, Grandi Schermi Italiani, Italia/Franța  | 14 aprilie 2017 |
| 206           | 9            | Yongary: Monster from the Deep   | 1967, Color, AIP, South Korea                        | 14 aprilie 2017 |
| 207           | 10           | Wizards of the Lost Kingdom      | 1985, Color, Trinity Productions, Argentina/SUA      | 14 aprilie 2017 |
| 208           | 11           | Wizards of the Lost Kingdom II   | 1989, Color, Concorde Pictures, Argentina/SUA        | 14 aprilie 2017 |
| 209           | 12           | Carnival Magic                   | 1981, Color, Krypton Productions, SUA                | 14 aprilie 2017 |
| 210           | 13           | The Christmas That Almost Wasn't | 1966, Color, Childhood Productions, Inc., SUA/Italia | 14 aprilie 2017 |
| 211           | 14           | At the Earth's Core              | 1976, Color, AIP/British Lion Films, UK/SUA          | 14 aprilie 2017 |